# Jean-Edouard de Castella
Pour les articles homonymes, voir Castella.
Jean-Edouard (ou Jean-Edward) de Castella, né le 21 novembre 1881 à Lilydale, Australie, et mort le 26 juillet 1966 à Fribourg, est un artiste peintre, et dessinateur fribourgeois.

## Biographie
Né en Australie en 1881, Jean-Edouard de Castella vient s'installer en Suisse avec sa famille en 1887. En 1901, il entre à l'Académie des beaux-arts de Munich où il fait la connaissance de Paul Klee avec lequel il voyagera notamment en Italie. Il suit aussi les cours de Ferdinand Hodler avec sa sœur Nathalie au Technicum de Fribourg où il côtoie Raymond Buchs, Hiram Brülhart ou encore Oswald Pilloud. En 1903, il suit les cours de l'Académie Julian. Il participe régulièrement au Salon fribourgeois de la Société des Peintres, Sculpteurs et Architectes suisses. En 1932, il initie la création d'une galerie d'art à Fribourg, le Salon d'art permanent du Capitole où il expose en majorité des artistes suisses ; l'aventure sera toutefois de courte durée puisque, faute de succès, il devra en fermer les portes deux ans plus tard.
On lui doit de nombreux projets de vitraux pour des bâtiments publics ainsi que des monuments religieux. En 1918 il réalise un cycle de vitraux pour la chapelle Notre-Dame de Bourguillon, près de Fribourg, puis, au début des années 1920, il réalise les cartons de ceux de l'église de Semsales aux côtés d'Alexandre Cingria et d'Eugène Dunand. Il se démarque également en tant qu'illustrateur des contes d'Andersen et de Perrault.

## Sélection d'œuvres
- Vitraux Art Nouveau de la chapelle Notre-Dame de Bourguillon (Fribourg), 1918